# インゲ・モラス
インゲ・モラス（Inge Morath、1923年5月27日 - 2002年1月30日）は、オーストリアの写真家。本名はインゲボルグ・モラス（Ingeborg Morath）。
グラーツで科学者の両親の元に生まれる。ウィーンやパリで通訳、ジャーナリストとして働いた後、マグナム・フォトに編集者として参加するようになる。その後ロンドンに移り、写真を学んだ。アンリ・カルティエ＝ブレッソンのアシスタントを務めた後、写真家として活動し始めた。
1960年、ジョン・ヒューストンの映画『荒馬と女』の撮影現場の記録に参加するためアメリカのネヴァダ州に滞在した。そこで出会った劇作家のアーサー・ミラー（ミラーはマリリン・モンローとは1961年に離婚していた）と1962年に結婚した。レベッカとダニエルの2人の子供をもうけた。
日本では1996年に写真家イヴ・アーノルドの作品と共に「WOMEN to WOMEN」という題名の展覧会が開かれた。中近東・中国・アフリカなどを取材し、これまで15冊以上の写真集を出版している。
マグナム・フォトでは2002年より、30代以下の写真家を目指す女性のためにインゲ・モラス賞を設立している。また彼女の遺志に基づき、死後インゲ・モラス基金が設立された。

## 受賞歴
- State of Michigan Senate Resolution NO 295; Tribute to Inge Morath（1983年）
- Doctor Honoris Causa Fine Arts, University of Connecticut, Hartford, USA（1984年）
- Great Austrian State Prize for Photography（1992年）